# 倒披针叶蝇子草
倒披针叶蝇子草（学名：Silene oblanceolata）为石竹科蝇子草属的植物，是中国的特有植物。分布在中国大陆的四川等地，生长于海拔2,400米至3,550米的地区，见于松林下岩石上，目前尚未由人工引种栽培。